# Bonrepòs i Mirambell
| Zona urbana Centre històric Estació de MetroValencia | Zona industrial Carretera secundària Via verda |

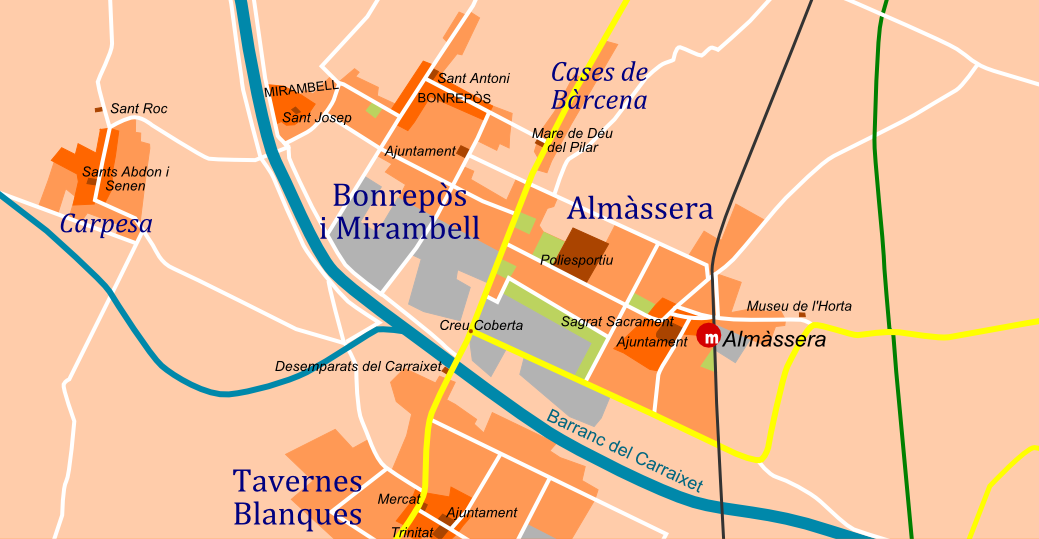
Plànol esquemàtic de la conurbació d'Almàssera i Bonrepòs i Mirambell, amb les principals vies d'accés i comunicació.
Zona urbana
Centre històric
Estació de MetroValencia
Zona industrial
Carretera secundària
Via verda

Bonrepòs i Mirambell és un municipi del País Valencià situat a la comarca de l'Horta Nord.

## Geografia
L'escàs terme municipal, d'1 km², està situat en l'Horta de València. La seua superfície és totalment plana amb un lleuger pendent de nord-oest a sud-est sense que hi haja cap accident geogràfic. El barranc del Carraixet marca el límit del municipi per l'oest i el sud. A la banda de llevant hi ha l'antiga carretera de Barcelona.
El principal nucli de població és el poble de Bonrepòs, situat en el marge esquerre del barranc de Carraixet; el caseriu de Mirambell forma quasi un sol nucli urbà amb Bonrepòs, i existix població disseminada per diverses alqueries.

### Clima
El clima és mediterrani; els vents dominants són els del nord, ponent i llevant, sent el llevant el que provoca les pluges, generalment de la primavera d'hivern a la primavera d'estiu.

### Límits
Limita amb Almàssera, Tavernes Blanques, la pedania valenciana de Cases de Bàrcena, València i Vinalesa.

### Accés
La manera més senzilla d'arribar des de la ciutat de València és per mitjà de la carretera CV-300 o antiga nacional N-340 també coneguda com la carretera de Barcelona.

## Història
L'origen de la població és l'alqueria musulmana de Bonrepòs, que, després de la conquesta, per part de Jaume I va passar a ser territori de reialenc. Prop d'aquella alqueria es trobava el caseriu de Mirambell, que va ser poblat per moriscs fins a la seua expulsió del Regne de València el 1609.
L'any 1472, Joan II dona les terres de Bonrepòs a Francesc Jardí de Menaguerra. Durant el segle xvi es produïxen diversos canvis de propietaris i passa a les mans dels Montoliu i els Mirasol i Talamantes. En 1574, Bonrepòs se segrega de la parròquia de Carpesa depenent d'ella Mirambell i les Cases de Bàrcena.
Finalment, amb l'augment demogràfic del segle xx s'unifiquen els nuclis de població de Bonrepòs i de Mirambell.

## Demografia
| any  | habitants |
| ---- | --------- |
| 1900 | 643       |
| 1910 | 727       |
| 1920 | 820       |
| 1930 | 1.010     |
| 1940 | 1.361     |
| 1950 | 1.308     |
| 1960 | 1.613     |
| 1970 | 1.754     |
| 1981 | 2.701     |
| 1991 | 2.536     |
| 2000 | 2.283     |
| 2005 | 2.735     |
| 2006 | 2.870     |
| 2007 | 3.047     |
| 2011 | 3.334     |
| 2024 | 4.037     |

## Economia
L'economia de la localitat ha estat dedicada tradicionalment de l'agricultura. El cent per cent dels cultius són de regadiu. Amb tot, al llarg del segle xx han sorgit diverses indústries lleugeres. Hi ha bestiar boví, porcí i diverses granges avícoles. Hi funciona una fàbrica d'adobs.

## Política i govern

### Composició de la Corporació Municipal
El Ple de l'Ajuntament està format per 11 regidors. En les eleccions municipals de 26 de maig de 2019 foren elegits 5 regidors del Partit Socialista del País Valencià (PSPV-PSOE), 3 del Partit Popular (PP) i 3 de Compromís per Bonrepós i Mirambell (Compromís).
| Eleccions municipals de 26 de maig de 2019 - Bonrepòs i Mirambell                                                                                          |                                          |                                     |                                     |        |          |          |
| Candidatura | Candidatura                              | Candidatura                         | Cap de llista                       | Vots   | Vots     | Regidors |
| | Partit Socialista del País Valencià-PSOE |                                     | Rubén Rodríguez Navarro             | 783    | 40,24%   | 5 (+2)   |
| | Partit Popular                           |                                     | Fernando Traver Sanchis             | 602    | 30,94%   | 3 (-2)   |
| | Compromís per Bonrepós i Mirambell       |                                     | Rosella Antolí Santolaria           | 451    | 23,18%   | 3 ()     |
| | Altres candidatures                      |                                     |                                     | 99     | 5,09%    | 0        |
| | Vots en blanc                            |                                     |                                     | 11     | 0,57%    |          |
| Total vots vàlids i regidors | Total vots vàlids i regidors             | Total vots vàlids i regidors        | Total vots vàlids i regidors        | 1.946  | 100 %    | 11       |
| | Vots nuls                                | Vots nuls                           | Vots nuls                           | 13     | 0,67%    |          |
| Participació (vots vàlids més nuls) | Participació (vots vàlids més nuls)      | Participació (vots vàlids més nuls) | Participació (vots vàlids més nuls) | 1.959  | 72,45%** |          |
| Abstenció | Abstenció                                | Abstenció                           | Abstenció                           | 745*   | 27,55%** |          |
| Total cens electoral | Total cens electoral                     | Total cens electoral                | Total cens electoral                | 2.704* | 100 %**  |          |
| Alcalde: Rubén Rodríguez Navarro (PSPV) (05/07/2019) Per ser la llista més votada, després de no haver obtingut majoria absoluta dels regidors (5 de PSPV) |                                          |                                     |                                     |        |          |          |
| Fonts: JEC, JEZ València. M. Interior, Periòdic Ara (* No són vots sinó electors. ** Percentatge respecte del cens electoral.)                             |                                          |                                     |                                     |        |          |          |

### Alcaldes
Des de 2019 l'alcalde de Bonrepòs i Mirambell és Rubén Rodríguez Navarro del PSPV, qui ja va ser alcalde entre 2015 i 2017.
| Període                       | Alcalde o alcaldessa                              | Partit polític      | Data de possessió     | Observacions                   |
| ----------------------------- | ------------------------------------------------- | ------------------- | --------------------- | ------------------------------ |
| 1979–1983                     | Juan Santiago Folguera Morón                      | Independent         | 19/04/1979            | --                             |
| 1983–1987                     | Vicenta Bosch Palanca                             | PSPV-PSOE           | 28/05/1983            | --                             |
| 1987–1991                     | Vicenta Bosch Palanca                             | PSPV-PSOE           | 30/06/1987            | --                             |
| 1991–1995                     | Vicenta Bosch Palanca                             | PSPV-PSOE           | 15/06/1991            | --                             |
| 1995–1999                     | Vicenta Bosch Palanca                             | PSPV-PSOE           | 17/06/1995            | --                             |
| 1999–2003                     | Vicenta Bosch Palanca                             | PSPV-PSOE           | 03/07/1999            | --                             |
| 2003–2007                     | Vicenta Bosch Palanca Maria Josep Amigó Laguarda  | PSPV-PSOE Bloc-EV   | 14/06/2003 31/10/2004 | Moció de censura PP+Bloc-EV -- |
| 2007–2011                     | Vicenta Bosch Palanca Jesús Raga Ros              | PSPV-PSOE           | 16/06/2007 17/04/10   | Defunció (30/12/2009) --       |
| 2011–2015                     | Fernando Traver Sanchis                           | PP                  | 11/06/2011            | --                             |
| 2015–2019                     | Rubén Rodríguez Navarro Rosella Antolí Santolària | PSPV-PSOE Compromís | 13/06/2015 17/06/2017 | Pacte de govern --             |
| 2019-2023                     | Rubén Rodríguez Navarro Raquel Ramiro Pizarroso   | PSPV-PSOE           | 05/07/2019 11/09/2020 | Dimissió --                    |
| Des de 2023                   | n/d                                               | n/d                 | 17/06/2023            | --                             |
| Fonts: Generalitat Valenciana |                                                   |                     |                       |                                |

## Monuments

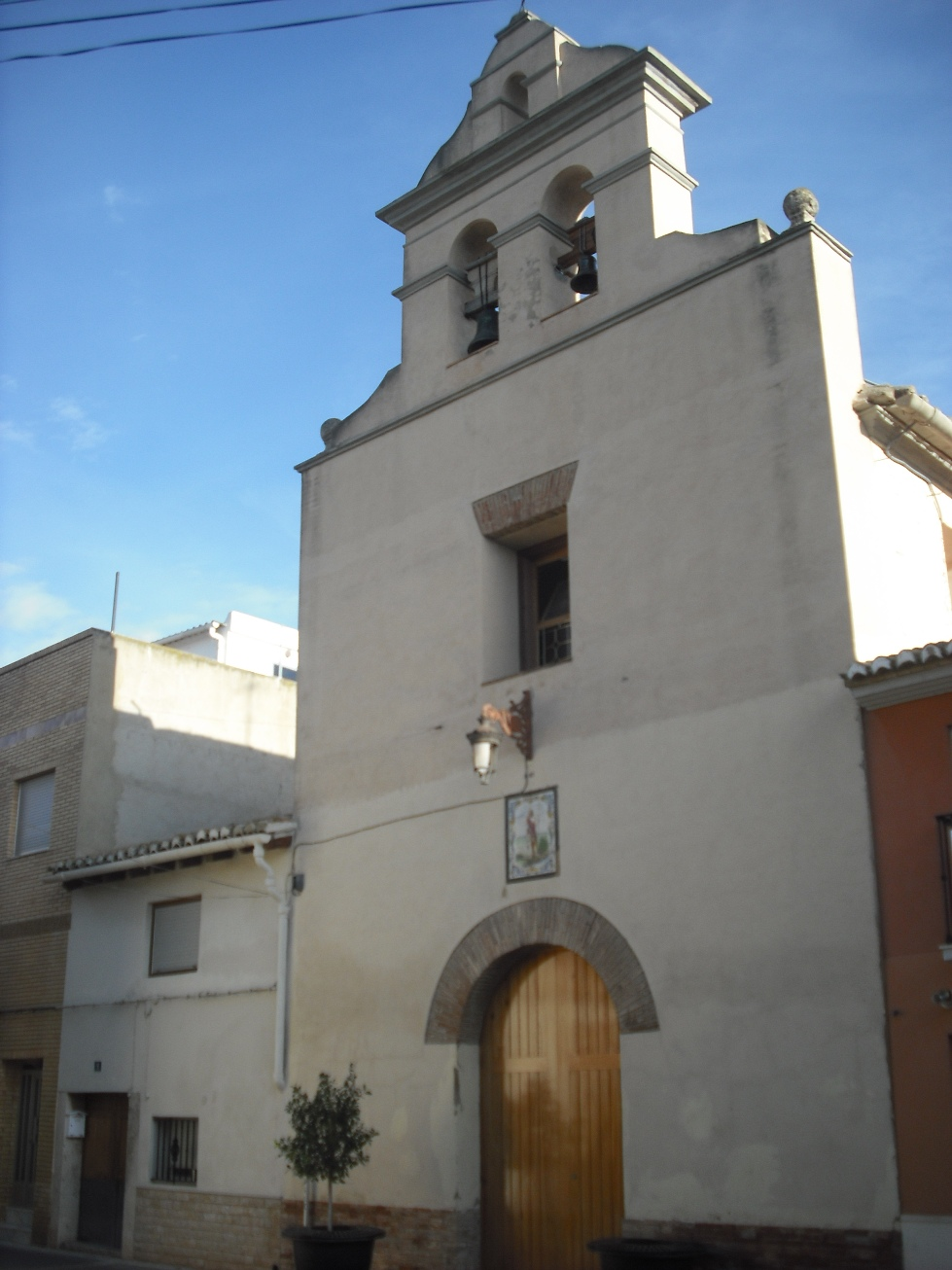
Ermita de Sant Joan de Mirambell

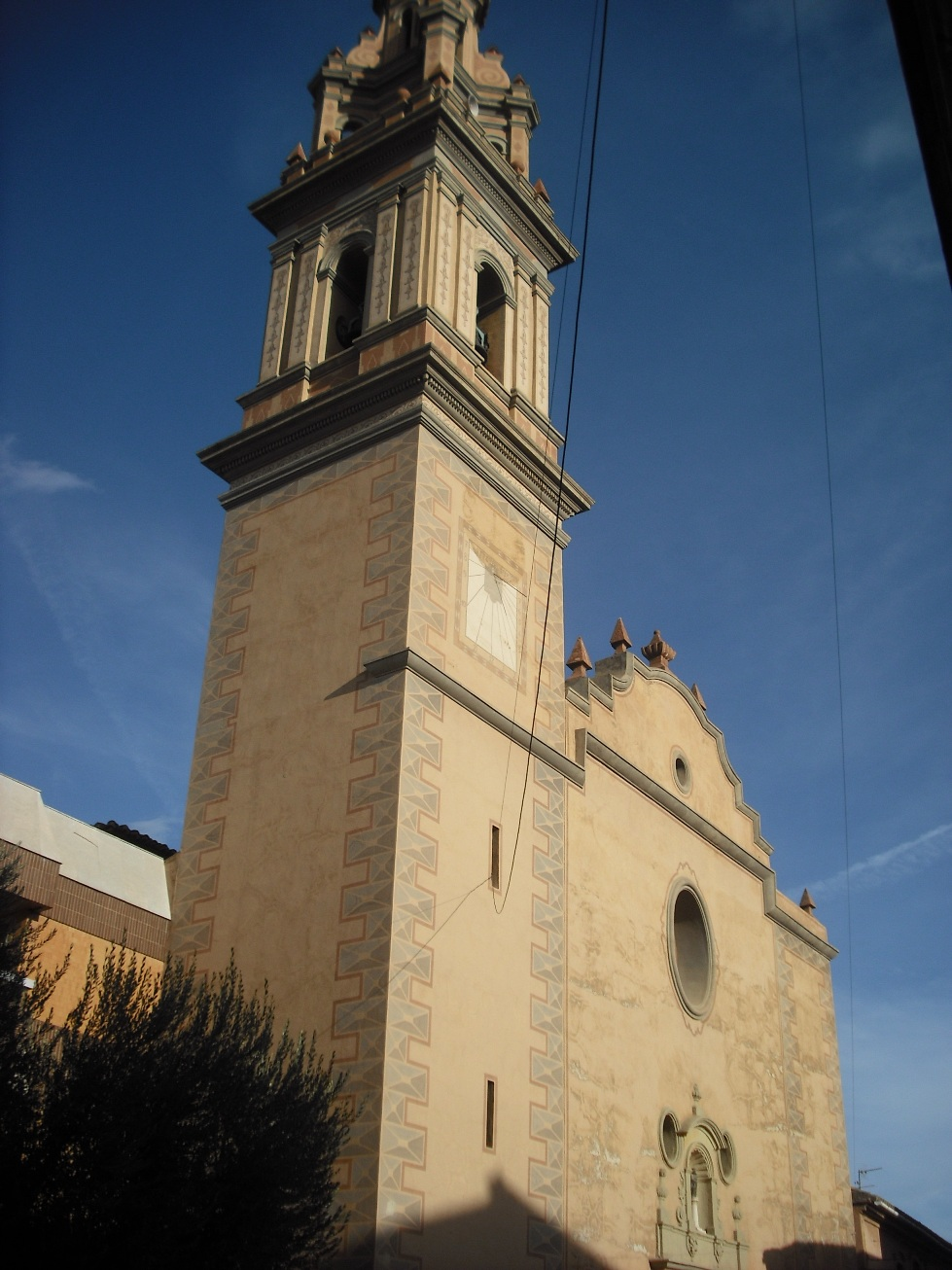
Façana de l'Església de l'Assumpció

- Ermita de Sant Joan de Mirambell. Construïda durant el segle xvii, possiblement sobre el solar de la mesquita de l'antiga moreria, hi destaca el terra de mosaic Nolla i una talla barroca de Jesús xiquet que es conserva a la sagristia.[8]
- Església del Pilar de Bonrepòs. Construïda en la segona meitat del segle xviii, destaca l'esvelt campanar de tres cossos i cupuleta. Decoració barroca amb olis sobre tela en ovals disposats sobre els arcs d'accés a les capelles. Il·luminació mitjançant vitralls de factura moderna. S'hi conserva una creu processional del segle xviii amb lignum crucis.[9][10]

## Festes i celebracions
Les Festes Majors se celebren a l'octubre (paelles, calderes, correfocs i diverses activitats lúdiques). Al juny se celebren les Festes de Sant Joan a Mirambell, amb l'estimulant sopar a la fresca de la Tomatà.

## Poblacions agermanades
- Roccastrada (Toscana, Itàlia) des de març del 2006